# Cox Convention Center
Le Cox Business Services Convention Center est un complexe polyvalent organisant des rassemblements, des événements sportifs et autres. Il est situé dans le centre-ville d'Oklahoma City. Il est également connu sous le nom de Cox Convention Center, the COX, et anciennement Myriad Convention Center (ou simplement The Myriad).
Le complexe abrite plusieurs salles de réunion, d'association, des espaces d'expositions, et une arène polyvalente de 15 000 places.
Ce fut le domicile secondaire des Blazers d'Oklahoma City et des Oklahoma City Yard Dawgz lorsque le Ford Center n'était pas disponible. En 2009, les Yard Dawgz reviennent y jouer. The Cox a également accueilli de nombreux événements de basket-ball universitaire, y compris le 2007 Big 12 Women's Basketball Tournament.

## Événements
- Big 12 Women's Basketball Tournament, 2007